# Фроленков, Михаил Николаевич
Фроленков Михаил Николаевич (7 ноября 1910 г., дер. Помельники, Смоленский уезд, Смоленская губерния, ныне не существует, находилась на территории современного Смоленского района Смоленской области – 7 июня 2004 г., Москва) — советский военачальник, генерал-полковник (19.02.1968).

## Биография
В Красной Армии с 1932 года. Окончил Одесское бронетанковое училище в 1936 году, Военную академию механизации и  моторизации РККА имени И. В. Сталина в 1941 году. В предвоенные годы служил на командных и штабных должностях.
Участник Великой Отечественной войны с июня 1941 года – командир танкового батальона. С ноября 1941 года служил в тылу. С января 1943 года вновь на фронте, был заместителем начальника штаба, а с марта  1943 года по апрель 1944 — начальником штаба 70-й танковой бригады на Брянском и на 1-м Прибалтийском фронтах. Участник Курской битвы (Орловская наступательная операция), Невельско-Городокской и Витебской наступательных операций. За умелое руководство частями в боях с 12 по 20 июля 1943 года в районе города Болхов (прорыв немецкой обороны, взятие укрепленного узла обороны районного центра Ульяново и ещё 22-х населенных пунктов), награждён орденом Красного Знамени 17 августа 1943 года.
После войны продолжил военную службу. С ноября 1948 по декабрь 1949 года служил начальником штаба 2-й танковой дивизии. Окончил Высшую военную академию имени К. Е. Ворошилова в 1951 году. С декабря 1951 года служил заместителем начальника штаба 3-й гвардейский механизированной армии. С сентября 1952 года – командир 21-й гвардейской механизированной дивизии. С апреля 1956 года – начальник штаба 3-й общевойсковой армии в Группе советских войск в Германии, а с декабря 1959 года – командующий этой армией. С августа 1962 года – командующий 28-й армией в Белорусском военном округе. С августа 1967 года – Главный военный советник – советник министра обороны Сирийской Арабской Республики. С декабря 1969 года – заместитель командующего войсками Сибирского военного округа. С января 1973 года - в отставке.
Был членом КПСС.

## Воинские звания
- Старший лейтенант (4.11.1938)
- Капитан (16.01.1942)
- Майор (9.03.1943)
- Подполковник (17.11.1943)
- Полковник (5.08.1948)
- генерал-майор танковых войск (31.05.1954)
- генерал-лейтенант (7.05.1960)
- генерал-полковник (19.02.1968).

## Награды
- 3  ордена Красного Знамени
- орден Отечественной войны 1-й степени
- орден Красной Звезды
- медали
- 4 иностранных ордена